# Museo diocesano (Fidenza)
Il Museo diocesano del duomo di Fidenza è stato inaugurato il 30 ottobre 1999, in occasione del Giubileo del 2000, per volontà di mons. Maurizio Galli, vescovo di Fidenza (1998 - 2007), per conservare le opere d'arte provenienti dal Duomo di Fidenza e dalle chiese del territorio diocesano.

## Le opere
L'itinerario museale si articola in due sezioni collegate, anche se autonome, una all'interno del Palazzo Vescovile con sale espositive, dove è collocato il Tesoro di San Donnino, e l'altra nel matroneo settentrionale della Cattedrale.

### Sale del Tesoro
In queste sale sono conservate le opere d'arte, reperti archeologici e suppellettile liturgica, databili dal XI al XVIII secolo, che costituiscono un nucleo apparentemente disomogeneo d'oggetti legati al culto del Santo patrono o all'arredo della Cattedrale. Di particolare rilievo:
- una Madonna con Gesù Bambino in trono (fine XII secolo), in marmo, di Benedetto Antelami, proveniente dalla Cattedrale;
- il Fonte battesimale (metà del XII secolo);
- un calice ansato, detto Calice di san Donnino (XII - XIII secolo), di oreficeria renana;
- un acquamanile a forma di colomba (prima metà XIII secolo), in bronzo dorato, opera della bottega orafa di Hildesheim (Bassa Sassonia), proveniente dalla Cattedrale di San Donnino.
- un affresco con San Giorgio che libera la principessa dal drago (XIV secolo);
- l'Assunzione di Maria (XVI secolo), olio su tela, di Giulio Campi;
- la Madonna assunta e san Rocco (1576), olio su tela, di Vincenzo Campi;
- Deposizione di Gesù Cristo nel sepolcro (fine del XVI secolo), olio su tela, di Vincenzo Campi;
- un ostensorio raggiato (XVIII secolo), in argento dorato e pietre preziose, dell'orafo F. A. Gutwein, donato da Enrichetta d’Este, duchessa di Parma;
- la pianeta di san Bernardo (XVII - XVIII secolo).

### Matroneo nord
Completa la visita al Museo diocesano il Matroneo settentrionale, al quale si accede dall'interno del Duomo attraverso l'antica scala a chiocciola della Torre del Folletto; nei pressi della seconda spira, attraverso una porta, è visibile:
- la Cappella del Sacro Cuore, in stile neoclassico, costruita per volere di mons. Alessandro Garimberti, vescovo di Fidenza (1776 - 1813), che fu, sino al 1944, la Cappella vescovile.

Entrando nel matroneo vero e proprio, s'impone subito all'attenzione del visitatore la sequenza degli archi, in parte a tutto sesto e in parte ad ogiva, dove sono esposti vari oggetti liturgici ed artigianali. Di particolare interesse:
- il forziere medievale in cui il Capitolo della Cattedrale di San Donnino conservava le pergamene dei privilegi e delle proprietà della chiesa;
- i reliquiari a busto (XVII secolo);
- il tronetto processionale barocco della Madonna del Carmine;
- un paliotto ligneo (XIX secolo).